# Théâtre d'art dramatique régional de Donetsk
Ne doit pas être confondu avec Théâtre dramatique et musical de Donetsk.
Le théâtre d'art dramatique régional de Donetsk, en ukrainien Донецький обласний драматичний театр, en russe Донецкий областной драматический театр, est un théâtre d'Ukraine situé à Marioupol, ville sur la mer d'Azov dans l'oblast de Donetsk. Né de la volonté de troupes de théâtre à la fin du XIXe siècle et fondé officiellement en 1878, le théâtre occupe un bâtiment construit en 1960.

## Histoire

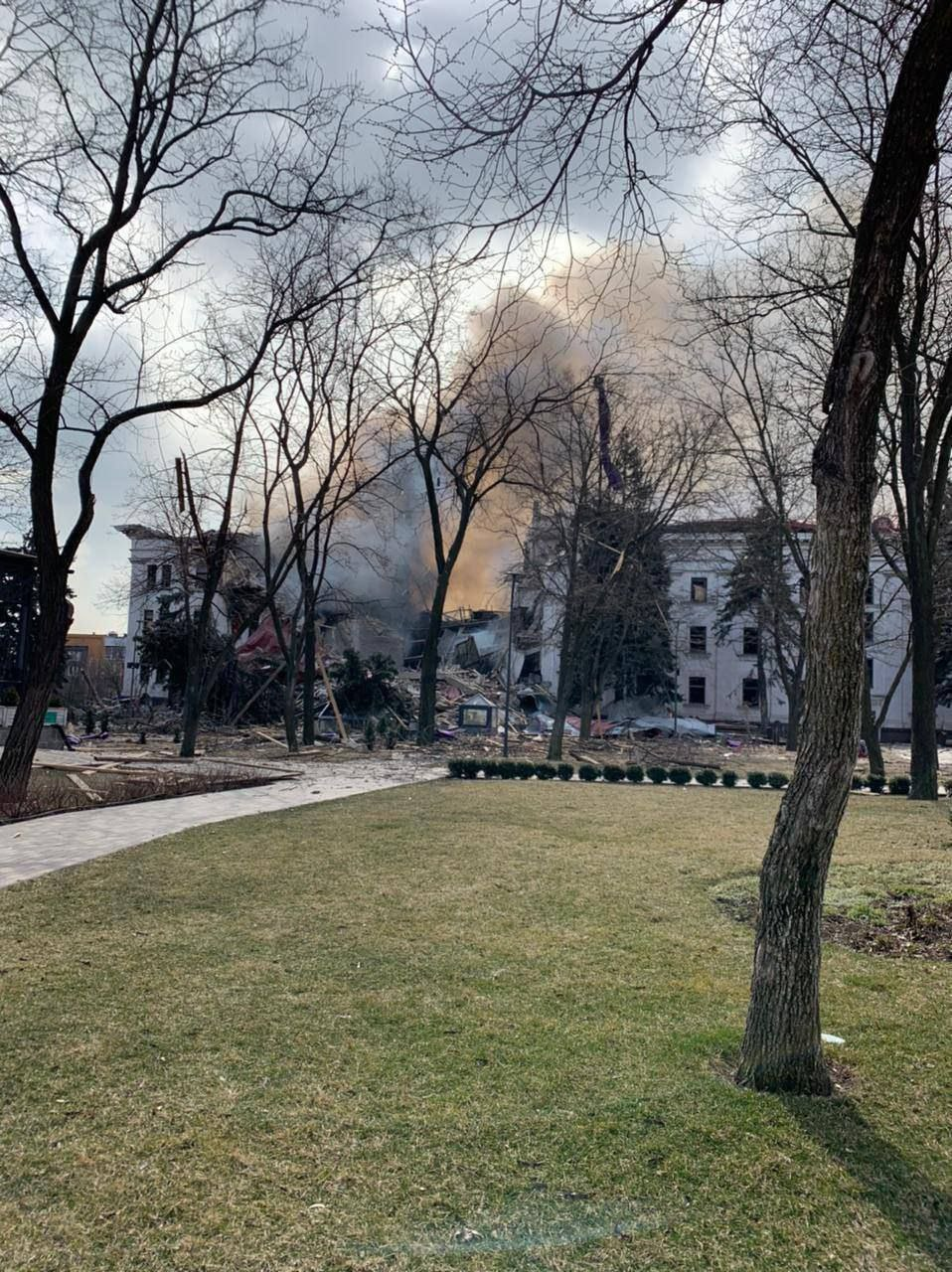
Le bâtiment détruit vu de côté le 16 mars 2022 peu après les explosions.

Le 16 mars 2022, le théâtre qui abritait des centaines de civils — potentiellement un millier de personnes — cherchant à se mettre à l'abri des frappes aériennes russes après l'invasion de l'Ukraine par la Russie a été bombardé. Le maire de la ville a aussitôt dénoncé une frappe aérienne russe, tandis que le Ministère de la Défense russe niait toute responsabilité dans ce bombardement, accusant, une fois de plus, le bataillon nationaliste ukrainien Azov. Les dégâts ont lourdement affecté l'édifice qui a été pratiquement détruit. Pourtant, l'abri antibombes du théâtre n'a pas été endommagé. Le bilan humain donné le 26 mars faisait état d'environ 300 morts.